# Есертан ет Сесе
Есертан ет Сесе (фр. Essertenne-et-Cecey) насеље је и општина у источној Француској у региону Франш-Конте, у департману Горња Саона која припада префектури Везул.
По подацима из 2011. године у општини је живело 408 становника, а густина насељености је износила 36,11 становника/km². Општина се простире на површини од 11,3 km². Налази се на средњој надморској висини од 191 метар (максималној 246 m, а минималној 187 m).

## Демографија
| 1962. | 1968. | 1975. | 1982. | 1990. | 1999. | 2011. |
| ----- | ----- | ----- | ----- | ----- | ----- | ----- |
| 233   | 264   | 236   | 273   | 314   | 337   | 408   |

График промене броја становника у току последњих година